# Yot Club
Ryan Kaiser, conhecido profissionalmente como Yot Club, é um cantor, compositor e produtor americano do Mississippi . Ele é mais conhecido por seu single "YKWIM?", Que foi certificado como platina pela Recording Industry Association of America em novembro de 2022.

## Carreira
Kaiser começou a tocar violão quando tinha oito anos. Ele começou a criar músicas sob o nome de Amateur Observer em 2014, lançando suas músicas através do SoundCloud .
Kaiser começou a lançar músicas como Yot Club em 2019. Sua primeira faixa com esse pseudônimo foi "Jaded". Ele lançou seu primeiro EP "Aquarium" em 2019. Originalmente considerando sua carreira musical como um hobby, ele rapidamente ganhou fama por sua música "YKWIM?", lançada em seu EP "Bipolar" de 2019, depois que a música se tornou viral no TikTok
Em maio de 2021, mudou-se de Hattiesburg, Mississippi para Nashville . Ele lançou seu EP "Santolina" em janeiro de 2022 após o single "Deer Island".
Ele lançou seu primeiro álbum "off the grid" em junho de 2022, contendo o single "u don't kno me".
Em 2023, “YKWIM?” foi certificado Prata pela British Phonographic Industry (BPI).

## Estilo
Sua música é considerada uma mistura de indie pop, lo-fi, room pop, pós-punk, synth pop e surf pop . Ele descreve seu som como inspirado por sentimentos de nostalgia, liminaridade, bem como por sua experiência de mudança de uma pequena cidade para Nashville.

## Discografia

### Álbuns
- off the grid (2022)
- Rufus (2024)

### Extended plays
- aquarium (2019)
- Bipolar (2019)
- bleach beach (2019)
- Nature Machine (2020)
- YKWIM? EP (2021)
- Santolina (2022)
- off the grid (deluxe) (2023)
- amateur observer (2023)

### Singles
- "japan" (2019)
- "Fly Out West" (2019)
- “Comfort Zone” (2019)
- "The Bay" (2020)
- "Spiral Stairs" (2020)
- "Go Away" (2020)
- "Alive" (2020)
- "Deer Island" (2021)
- “Hole” (2021)
- "stuck on you" (com april june, 2022)
- "rock candy" (2022)
- "One Last Time" (remix de Summer Salt, 2023)
- " Mr. Rager " (2023)
- “Safe House” (com Jordana, 2023)